# Skakalnica na Galetovem
Skakalnica na Galetovem je nekdanja smučarska skakalnica v ljubljanski Šiški ob Vodnikovi cesti. Njena velikost je bila 70 metrov, zgrajena pa je bila leta 1954 po načrtih inženirja Stanka Bloudka. Pristajališče je bilo na Galetovem travniku. Z njo je upravljal smučarski klub Enotnost. Po letih samevanja so jo odstranili leta 1966.
Ime je dobila po svoji lokaciji, postavili so jo namreč na nacionaliziranem Galetovem veleposestvu, katerega sedež je bil v Galetovem gradu v Spodnji Šiški. 

### Tekmovanja
V letih 1955, ko je zmagal Janez Polda, in 1961, ko je zmagal Marjan Pečar pred več kot 20.000 gledalci, je gostilo tedaj znano tekmovanje v smučarskih skokih Pokal Kongsberg, kjer so nastopali tekmovalci iz alpskih držav. Na tej skakalnici sta bili doseženi edini slovenski in jugoslovanski zmagi na tekmah Pokala Kongsberg, ki se je odvijal triindvajsetkrat.
Po letu 1962 so skakalnico opustili.

### Odstranitev
Svet za telesno kulturo je s SK Enotnost in komisijo pri mestnem svetu leta 1966 sklenil odstraniti leseno konstrukcijo, ki je bila predraga za vzdrževanje ali obnovo, in je bila zaradi propadanja nevarna mimoidočim. Ob tem je bil eden od pomislekov, da je zgrešeno investicijo neumno odstraniti zgolj zato, da bi se zaradi »nujne potrebe« zopet postavilo še eno tako. V sedemdesetih letih je smučarsko skakalni klub Ilirija razmišljal o obnovitvi skakalnice in prekritju le te s plastično maso.

### Rušitev stolpa
Ljubljanska občina je želela betonsko-opečnati stolp, edini ostanek skakalnice, ohraniti, vendar je ugotovila, da obnova tega neprevidnim obiskovalcem nevarnega objekta ne bi bila smotrna, saj je preveč dotrajan in nima kulturnozgodovinske vrednosti. O rušitvi so začeli razmišljati spomladi leta 2020, dokončno pa bi jo izpeljali marca 2021. Proti njej so protestirali nekateri arhitekti, rušenje pa je bilo konec marca začasno ustavljeno.
Arhitekt Miloš Kosec je za portal outsider.si dvomil, da gre za varnostno vprašanje, saj objekta ni težko zapreti pred neprevidnimi obiskovalci, utrditev strehe pa je poceni. Občini je očital, da gre pri njeni odločitvi za težnjo po čiščenju in sanitizaciji vsega, kar ni neposredno uporabno, ter da ni omogočila javne razprave. Za Kosca je stolp stavba, ki pri starejših meščanih obudi spomine na entuziastične začetke smučarskih skokov v Ljubljani, pri ostalih sproža raznolike vtise in fascinacije, vse pa opominja, da Šišenski hrib ni samo produkt narave, ampak tudi minulih človeških aktivnosti.

## Galerija
- Modelček stolpa Spomenik skoraj padlemu.
- Sporočilo rušenje stolpa primerja z rušenjem sejmišča Savina Severja v Kranju.
- Modelček in transparenti na poti proti stolpu.